# Premio Formentor
El Premio Formentor también conocido como Premio Formentor de las Letras, o Prix Formentor  es un premio literario internacional otorgado entre 1961 y 1967. Después de un largo periodo fue restablecido en 2011. En la década de 1960, el grupo de editores ofreció dos premios, el Premio Formentor y el Premio International; el primero se otorgó a trabajos inéditos y el Premio International se otorgó a trabajos que ya se encuentran en distribución. El premio debe su nombre a Formentor, en la isla española de Mallorca, un lugar que inspiró obras como  El Pino de Formentor y cuyo hotel fue famoso por sus reuniones literarias.
A partir de 2011, se otorga un premio en efectivo de 50.000 euros a un solo autor por el conjunto de su obra. El Prix Formentor se organiza actualmente desde la Fundación Formentor con el mecenazgo de las familias Barceló y Buadas. En esta nueva etapa el Presidente del Jurado del Premio Formentor y director de la Fundación Formentor es el escritor, periodista y editor Basilio Baltasar Cifre. 

## Historia
La década de 1950 vio una creciente expansión del interés global en la literatura hispana. Buscando una manera de abrir más los mercados de literatura española, Carlos Barral organizó, a través de la editorial Seix Barral, y con la ayuda del editor Jaime Salinas Bonmatí, que trabajaba en ella, una serie de reuniones anuales de editores, novelistas y críticos. Estos 'Coloquio Internacional de la Novela' se llevaron a cabo en Formentor en la isla de Mallorca, España, entre 1959 y 1962, y fueron pagados por editores internacionales. El primer encuentro tuvo lugar directamente después de las celebraciones de las 'Conversaciones de Poéticas de Formentor' del 18 al 25 de mayo de 1959, inspiradas en el novelista Camilo José Cela, y reunieron a una amplia variedad de poetas multilingües. 
El primer Coloquio de Barral (29–28 de mayo de 1959), se centró en las cuestiones políticas del papel del novelista en el cambio social, específicamente el nuevo poder del realismo social, polarizado por las preocupaciones para dar primacía a la forma técnica o al compromiso político. 
El segundo Coloquio (del 2 al 5 de mayo de 1960) cambió su enfoque hacia el papel de la editorial como pionero estético versus empresario comercial. Estuvieron presentes destacadas editoriales de los Estados Unidos, Italia, el Reino Unido, Francia y Alemania, así como España. Fue en este Coloquio cuando se fundó formalmente el Grupo Formentor. El grupo operó entre 1960 y 1968, dedicado a la difusión de la vanguardia literaria contemporánea, se unió durante este tiempo por editores de una variedad de naciones, incluyendo Japón, Dinamarca y Holanda. Fue durante esta segunda reunión anual cuando los participantes tuvieron la tarea de formular un premio internacional que se otorgaría al año siguiente.
La idea inicial del grupo fue otorgar un "Prix International de Editeurs", otorgado a autores que no son ampliamente conocidos más allá de sus límites nacionales. Se entregará a las obras de vanguardia ya publicadas. El grupo esperaba tomar el control del mercado de la literatura occidental. El cofundador Giulio Einaudi declaró que el grupo, en colaboración con las principales editoriales europeas, estaba estratégicamente situado para tener un monopolio sobre "información invaluable que los posicionaría en la vanguardia de todas las narrativas". Combinados, esperaban obtener un acceso incomparable a toda la creación y crítica literaria. Barral tenía la intención de que la evaluación fuera un simposio para conferencias y debates celebrados públicamente en presencia de periodistas, tal como era.
En lugar de un premio, como compromiso entre objetivos literarios y comerciales, se diseñaron dos premios: el Premio International y el Premio Formentor, iniciado en 1961. El Premio International fue juzgado por un equipo de especialistas literarios y escritores que evaluaron la calidad, de estructura similar a la del Premio Nobel. El Premio Formentor fue decidido por los editores, en una votación secreta en una sesión a puerta cerrada. Críticos como Santana y Pavlovic señalan el choque dentro del grupo Formentor y entre los dos premios que presentaron inquietudes por el arte frente al mercado, el cultural frente al económico, Madrid (un centro literario y político) contra Barcelona (un nexo económico), las prioridades de izquierda contra intereses financieros más centristas. Dravasa también apunta a divisiones claras entre los editores de las culturas latina y anglosajona y también entre España y América Latina, cuya literatura "colonialista" se consideraba algo parroquial.

## Premios

### 1961-1967

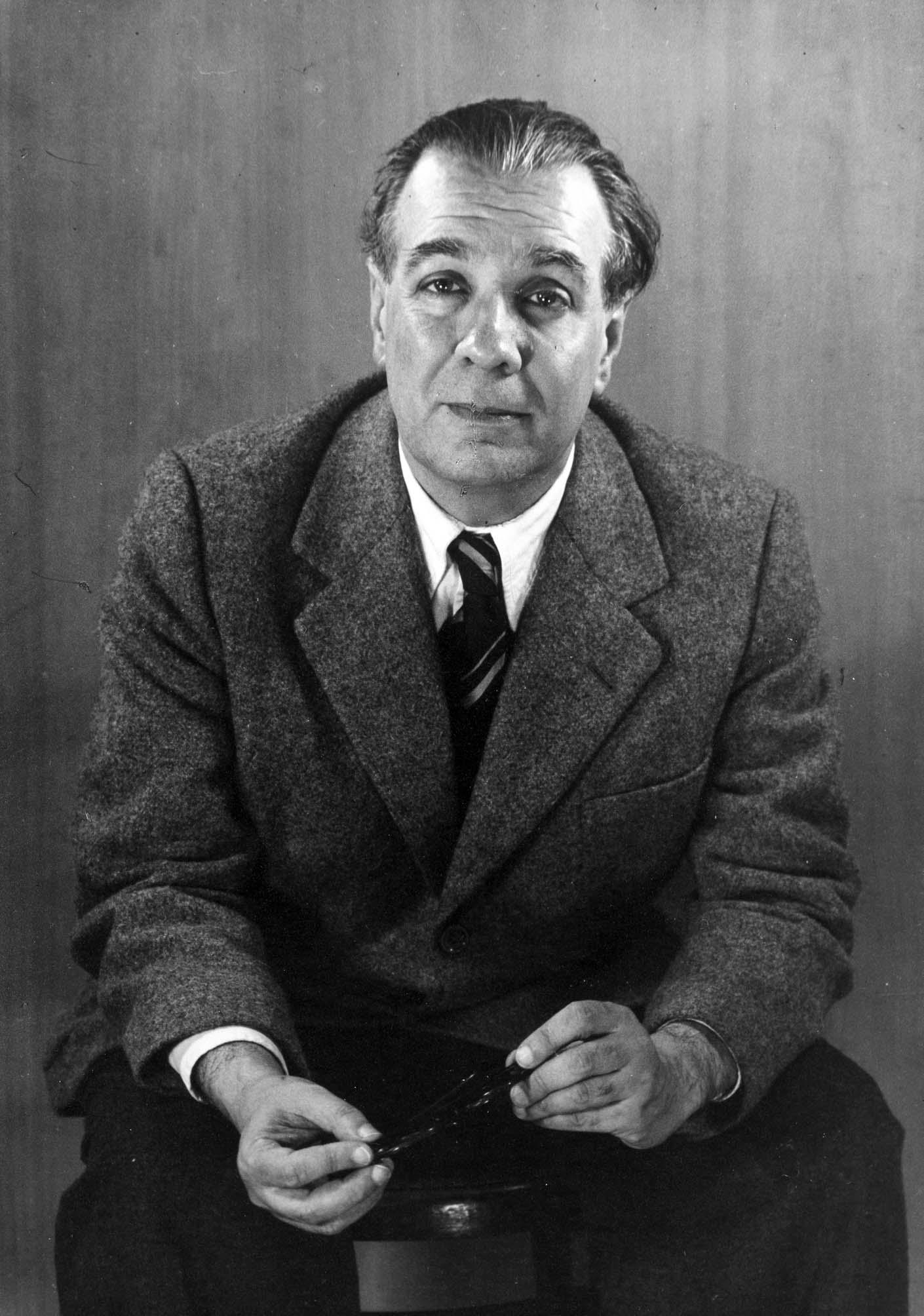
Jorge Luis Borges Premio Internacional 1961

Durante el tercer Coloquio, en 1961, los dos premios fueron otorgados en la tensa atmósfera de una cumbre política. El Premio International, de prestigio literario, fue otorgado conjuntamente al dramaturgo irlandés Samuel Beckett y al poeta y escritor argentino Jorge Luis Borges. Max Frisch (suizo), Henry Miller (estadounidense) y Alejo Carpentier (cubano) llegaron a esa lista. Fue el primer gran reconocimiento de un escritor argentino y Borges comentó "como consecuencia de ese premio, mis libros se multiplicaron de la noche a la mañana, en todo el mundo occidental". El otro premio, el Premio Formentor, fue creado para una novela ya impresa con una de las editoriales del grupo, un trabajo que se beneficiaría comercialmente de la traducción y difusión internacional en 14 países. El premio en ese primer año fue para el escritor español Juan García Hortelano por su novela Tormenta de Verano (Summer Storm). Las traducciones del libro fueron mal recibidas por los críticos europeos y parecían marcar el final del premio. La novela pasó desapercibida fuera de España.
Franco condenó los premios como disidencia intelectual contra su régimen y prohibió una repetición en el territorio español. La entrega de premios se trasladó a Corfú (1963), Salzburgo (Austria, 1964), Valescure (sur de Francia, 1965) y Gammarth (Túnez, 1966). Los coloquios y los procedimientos de entrega de premios eran complejos y costosos, pagados por los editores. Las decisiones se politizaron y fraccionaron cada vez más, lo que llevó a las editoriales a perder interés en respaldar el proyecto. El último premio de la década de 1960 se otorgó en 1967.

### 2011-presente
El premio se recuperó en 2011, otorgado a un solo autor con un premio en efectivo de 50,000 euros. En 2011 el premio fue otorgado a Carlos Fuentes. En 2012 fue a Juan Goytisolo; el jurado expresó "admiración por la fuerza, el ejemplo y el juicio independiente de un escritor cuya obra literaria pertenece a la gran tradición narrativa de la lengua española".

## Premiados

### Premio Formentor
- 1961: Juan García Hortelano, Tormenta de Verano (Summer Storm)[5]
- 1962: Dacia Maraini, L'età del malessere ( La edad de Malaise )[5][6]
- 1963: Jorge Semprún, Le Grand Voyage[5][7]
- 1964: Gisela Elsner, Die Riesenzwerge ( Los enanos gigantes )[5][8]
- 1965: Stephen Schneck, The Nightclerk[5][9]
- 1966: cancelado[5]
- 1967: sin asignar[5]

### Premio Internacional
- 1961: Jorge Luis Borges por Ficciones y Samuel Beckett por Trilogía [5]
- 1962: Uwe Johnson por Mutmassungen über Jakob (Especulaciones sobre Jakob)[5]
- 1963: Carlo Emilio Gadda por La cognizione del dolore (Conocido por el dolor)[5]
- 1964: Nathalie Sarraute por Les Fruits d'or (Frutas doradas)[5]
- 1965: Saul Bellow por Herzog [5]
- 1966: No otorgado[5]
- 1967: Witold Gombrowicz por Kosmos (Cosmos) [5]

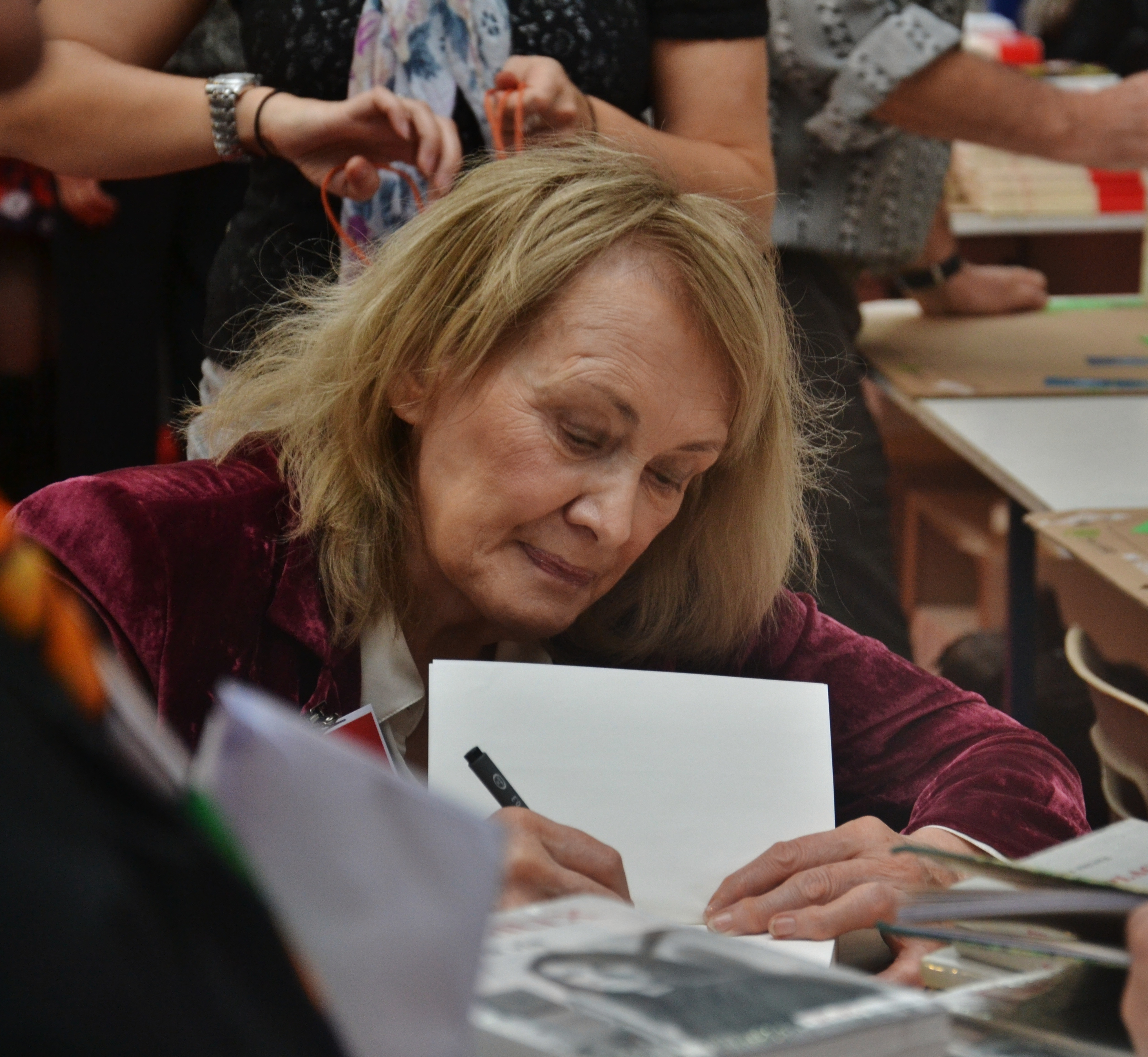
Annie Ernaux Premio Formentor 2019

### Premio Formentor de las Letras (después de su recuperación)
- 2011: Carlos Fuentes[10]
- 2012: Juan Goytisolo[2]
- 2013: Javier Marias[11]
- 2014: Enrique Vila-Matas[12]
- 2015: Ricardo Piglia[13]
- 2016: Roberto Calasso
- 2017: Alberto Manguel
- 2018: Mircea Cărtărescu[14]
- 2019: Annie Ernaux[15]
- 2020: Cees Nooteboom[16]
- 2021: César Aira[17]
- 2022: Liudmila Ulítskaya[18]
- 2023: Pascal Quignard[19]
- 2024: László Krasznahorkai[20]
- 2025: Hélène Cixous[21]